# Львівська середня загальноосвітня школа № 82
Льві́вська се́редня за́гальноосвітня шко́ла № 82 — середня загальноосвітня школа I—III ступенів з інклюзивним навчанням, розташована у Личаківському районі міста Львова. Школа зайняла 58 місце зі 117 в рейтингу загальноосвітніх навчальних закладів Львова за результатами зовнішнього незалежного оцінювання 2017 року.

## Історія
Будівля школи збудована у 1979 році. Навчання триває 11 років. З 1 по 4 класи — молодша школа, з 5 по 9 — середня школа, з 10 по 11 — старша школа.
Директори школи:
- Найчук Богдана Дмитрівна;
- Пурський Андрій Петрович;
- Дмитрик Надія Петрівна;
- Іванів Тетяна Зиновіївна/

## Навчальний процес
У вересні 1996 року в школі була створена інклюзивна навчальна програма для дітей з особливими потребами у поєднанні з реабілітацією. У школі, окрім пандусів та класу реабілітації, є ще ліфт, який призначений для учнів, яким важко пересуватися. Львівська міська рада профінансувала його обладнання у 2005—2006 роках. Поки у школі не було ліфта, асистенти вчителя переміщали дітей на візках по сходах у разі необхідності зміни поверху, оскільки не завжди вдавалось скласти розклад так, щоб класи, в яких навчались учні з особливими потребами, були на нижніх поверхах. 
У школі є два пандуси. Один встановлений поблизу центрального входу, інший виходить у внутрішній дворик. Реабілітаційний клас — це дитячий куточок і спортивний зал в одному. З одного боку розташовані іграшки, розмальовки, магнітна дошка, з іншого — тренажери, на яких займаються школярі з особливими потребами.
Навчальний день таких школярів нічим не відрізняється від решти учнів. Єдине, що після уроків відвідують реабілітаційний клас. Там до 16 години дня з ними займається реабілітолог, психолог та соціальний педагог. Опісля авто із реабілітаційного центру «Джерело» розвозить школярів, що на візочках, по домівках. Цей же автомобіль привозить їх до початку уроків.

## Учнівське самоврядування
У навчальному закладі регулярно проводяться засідання Комітету та Ради Учнівського самоврядування. Обговорюються питання порядку, спорту та дозвілля.
Зараз президентом школи є Асютін Андрій, до нього була Гілевич Анна.

## Дозвілля
В позаурочний час діють гуртки та секції, такі як: таеквон-до, дзюдо, карате, баскетбол, шахи, бісероплетіння («Струмочок»), макраме («Чарівний клубочок»), санний спорт, гра на бандурі («Дзвіночок»), вокал, народні танці «Веселкові коралі», тощо. Крім цього, в 2014 відкрили тренажерний зал «Імпульс», в якому проводяться уроки фізкультури для учнів 10—11 класів.